# Жан Клуе
Жан Клуе (фр. Jean Clouet; 1480 — 1541) — французький художник, придворний художник Франциска I.

## Життєпис
Був сином жана Клуе, брабантського художника. Про його життя відомо замало. Народився у Брюсселі. Знання з малярства отримав від батька. За правління французького короля Франциска I перебрався до Парижу, де став придворним художником. Усе подальше життя провів у Парижі. Його майстерня отримувала численні замовлення від королівського двору, аристократів. Помер у 1541 році. Його справу продовжив син Франсуа.

## Творчість
Клуе виділяється з їх числа впевненою пластикою, майстерним малюнком і тягою до психологічного реалізму. Його портретні роботи перегукуються з творами англійського придворного майстра Ганса Гольбейна Молодшого, який, у свою чергу, міг вчитися у Клуе тонкощам роботи з пастеллю. Став засновником французького портрету, збагачено фламандським та італійським живописом. Також уславився своїми книжними мініатюрами.
Підписаних ним творів не збереглося, проте йому здавна приписують сім мініатюр з рукописної «Галльської війни» і збори з 130 портретних ескізів французької знаті, що зберігається в Шантійї. Серед цих ескізів є начерки полотен на біблійні теми у стилі міланця Соларі, що знаходяться у Луврі.